# レッドディザイア
レッドディザイア（英：Red Desire、2006年4月19日 - 2016年5月20日）は、日本の競走馬、繁殖牝馬。主な勝ち鞍は2009年の秋華賞（GI）、2010年のマクトゥームチャレンジラウンド3（G2）。
2009年の桜花賞、優駿牝馬でともにブエナビスタに敗れ2着であったが、同年の秋華賞にてブエナビスタらを破り勝利した。翌2010年にはドバイワールドカップやブリーダーズカップといった日本国外のレースにも出走し、マクトゥームチャンレンジラウンド3では日本馬として初めてオールウェザー重賞を制覇した。
通算14戦4勝の成績を残し2011年に引退。その後は繁殖牝馬となり4頭の仔を産んだが、2016年の4頭目出産後、腹膜炎を発症し死亡した。

## 経歴

### 誕生からデビューまで
2006年に社台ファームにて生産され、東京サラブレッドクラブが一口6万円、総額1200万円で一口馬主を募った。東京サラブレッドクラブは馬主募集時のカタログにて、将来は父のマンハッタンカフェに似て芝コースの中・長距離戦を得意とするだろうと評した。
デビューに向け調教を受けていたが2008年4月に転倒し負傷、同年9月には疝痛を起こすなど順調ではなく、初出走は2009年までずれ込むことになった。

### 3歳（2009年）
1月4日の京都競馬場新馬戦でデビューし勝ち上がると、続いて2月のエルフィンステークスへ出走。直線一気でワイドサファイアをゴール直前に差しきり勝利。
トライアル戦には出走せず桜花賞に出走。2戦2勝、ブエナビスタとは未対戦ということもあり、2番人気に支持される。レースでは後方待機から直線抜け出すもさらに外を通ったブエナビスタに差しきられ1/2馬身差の2着となる。
5月24日、優駿牝馬へ出走。中団でレースを進め、第4コーナーで内をつき直線で馬群をかき分け先頭に立つが、後方から追いあげてきたブエナビスタとマッチレースになりハナ差の2着に敗れる。
休養を挟んで、9月20日のローズステークスに1.4倍の断然の1番人気で出走。レースでは中団後方を進み第3コーナーから押し上げ外を回って追い込んだが、馬場の内側から抜け出したブロードストリートのクビ差の2着に敗れた。

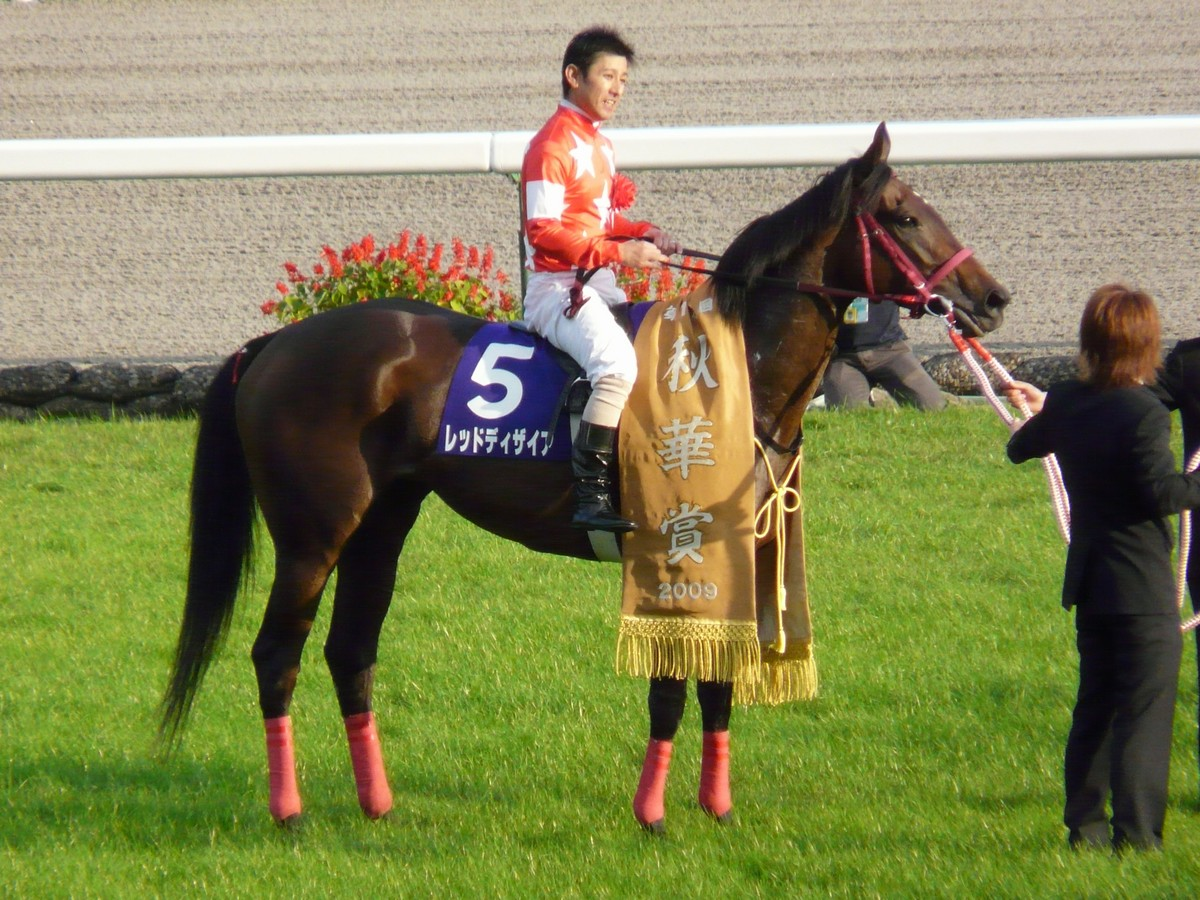
秋華賞勝利時。鞍上は四位洋文

そして迎えた秋華賞はブエナビスタに次ぐ2番人気。レースは4コーナーを回って先頭に立ち、猛追するブエナビスタをハナ差退けて勝利。
馬主の東京サラブレッドクラブと、同代表取締役でプロゴルファーの西川哲にとっても初のGI制覇であった。なお、ブエナビスタは3位に入線したブロードストリートの進路を妨害したとして3着に降着処分となった。エリザベス女王杯は外傷のため回避し、3歳牝馬ながらジャパンカップに挑む。レースは中団に控え、直線で一気に先団を飲み込みウオッカ、オウケンブルースリに続く3着に食い込んだ。

### 4歳（2010年）
2月10日、ウオッカとともにドバイへ出発。マクトゥームチャレンジラウンド3にオリビエ・ペリエの騎乗で出走した。レースでは後方追走から、直線で逃げ込みを図るGloria de Campeao（グロリアデカンペオン）を大外から強襲し、クビ差捕らえて優勝した。この勝利により、ドバイシーマクラシックの出走を取りやめ、ドバイワールドカップに出走することとなった。
そして迎えたドバイワールドカップではクリストフ・スミヨンとのコンビで挑んだが、前走のような豪脚はなく11着に敗れた。このとき勝ったのは前走のマクトゥームチャレンジラウンド3で2着だったGloria de Campeao（グロリアデカンペオン）だった。
ドバイ遠征帰国後のレースとなったヴィクトリアマイルでは2番人気に支持され、ブエナビスタとの2強対決ムードとなった。レースでは中団の外目を追走し、直線で先に仕掛けるも伸び切れず4着に敗れた。その後、宝塚記念に出走登録をしたものの、6月23日に行った追い切りの後、軽度の鼻出血が見られたことから出走を回避し休養に入った。
その後、オーナーとの協議によりアメリカ合衆国に遠征し、フラワーボウル招待ステークスをステップにBCフィリー&メアターフに出走することを決定。8月中旬に渡米した。アメリカ競馬では鼻出血予防薬の使用が認められているなど、鼻出血対策が整っていることも遠征の理由に挙げている。そしてフラワーボウル招待ステークスは、現地が雨、風が強く、まともな最終追い切りができずに出走、超スローペースのなか、終始3、4番手の内目を走るも、約5か月ぶりの実戦とあって多少かかり、最後の直線では内から最初に先頭に立つが、Ave（アーヴェイ）に差され3着に終わった。11月5日のBCフィリー&メアターフでは好位で追走しながら脚をため、4コーナーで早めにスパートするも、直線で伸びを欠き4着に敗れた。帰国後、12月26日の有馬記念に出走したが見せ場なく14着と大敗した。

### 5歳（2011年）
8月21日の札幌記念に2番人気で出走。後方3番手からレースを進め、直線で外から脚を伸ばしたが3着。天皇賞（秋）に登録したが、除外された。11月13日のエリザベス女王杯に目標を切り替えたが、11月2日の1週前追い切りの後に鼻出血を発症したためレース出走を断念し、このまま現役引退と繁殖入りさせることを決定、社台ファームで繁殖牝馬となった。

## 競走成績
| 年月日 | 年月日 | 年月日 | 競馬場             | 競走名                | 格   | 頭 数 | 枠 番 | 馬 番 | オッズ （人気） | オッズ （人気） | 着順 | 騎手       | 斤量 ［kg］ | 距離（馬場）  | タイム （上り3F） | タイム 差 | 勝ち馬/（2着馬）       |
| 2009.  | 1.     | 4      | 京都               | 3歳新馬               |      | 13    | 8     | 13    | 3.4             | （1人）         | 1着  | 四位洋文   | 54          | 芝1800m（良） | 1:48.9 (34.2)     | 0.0       | （サトノエンブレム）   |
|        | 2.     | 7      | 京都               | エルフィンS           | OP   | 12    | 2     | 2     | 2.2             | （1人）         | 1着  | 四位洋文   | 54          | 芝1600m（良） | 1:36.0 (34.2)     | 0.0       | （ワイドサファイア）   |
|        | 4.     | 12     | 阪神               | 桜花賞                | JpnI | 18    | 8     | 18    | 14.4            | （2人）         | 2着  | 四位洋文   | 55          | 芝1600m（良） | 1:34.1 (33.7)     | 0.1       | ブエナビスタ           |
|        | 5.     | 24     | 東京               | 優駿牝馬              | JpnI | 17    | 2     | 3     | 6.0             | （2人）         | 2着  | 四位洋文   | 55          | 芝2400m（良） | 2:26.1 (34.2)     | 0.0       | ブエナビスタ           |
|        | 9.     | 20     | 阪神               | ローズS               | GII  | 18    | 6     | 11    | 1.4             | （1人）         | 2着  | 四位洋文   | 55          | 芝1800m（良） | 1:44.7 (34.0)     | 0.0       | ブロードストリート     |
|        | 10.    | 18     | 京都               | 秋華賞                | GI   | 18    | 3     | 5     | 3.8             | （2人）         | 1着  | 四位洋文   | 55          | 芝2000m（良） | 1:58.2 (34.2)     | -0.2      | （ブロードストリート） |
|        | 11.    | 29     | 東京               | ジャパンC             | GI   | 18    | 3     | 6     | 9.6             | （6人）         | 3着  | 四位洋文   | 53          | 芝2400m（良） | 2:22.6 (34.7)     | 0.2       | ウオッカ               |
| 2010.  | 3.     | 4      | メイダン           | A.M.C.Rd.3            | G2   | 14    | 13    | 13    |                 |                 | 1着  | O.ペリエ   | 55.5        | AW2000m（良） | 2:02.62           | 1/4身     | (Gloria de Campeao)    |
|        | 3.     | 27     | メイダン           | ドバイWC              | G1   | 14    | 3     | 3     |                 |                 | 11着 | C.スミヨン | 55          | AW2000m（良） | 計測不能          | 6身       | Gloria de Campeao      |
|        | 5.     | 16     | 東京               | ヴィクトリアM         | GI   | 18    | 8     | 17    | 5.7             | （2人）         | 4着  | 四位洋文   | 55          | 芝1600m（良） | 1:32.5 (33.9)     | 0.1       | ブエナビスタ           |
|        | 10.    | 2      | ベルモント         | フラワーボウル招待S   | G1   | 7     |       | 2     |                 | （1人）         | 3着  | K.デザーモ | 54.8        | 芝10f（重）   | 計測不能          | 3/4身     | Ave                    |
|        | 11.    | 5      | チャーチルダウンズ | BCフィリー&メアターフ | G1   | 11    |       | 10    |                 | （3人）         | 4着  | K.デザーモ | 56.2        | 芝11f（良）   | 計測不能          | 1 3/4身   | Shared Account         |
|        | 12.    | 26     | 中山               | 有馬記念              | GI   | 15    | 8     | 15    | 47.2            | （11人）        | 14着 | 四位洋文   | 55          | 芝2500m（良） | 2:34.0 (34.2)     | 1.4       | ヴィクトワールピサ     |
| 2011.  | 8.     | 21     | 札幌               | 札幌記念              | GII  | 13    | 6     | 8     | 6.2             | （2人）         | 3着  | 四位洋文   | 55          | 芝2000m（良） | 2:00.5 (34.0)     | 0.1       | トーセンジョーダン     |

1. ↑  マクトゥームチャレンジラウンド3は、負担重量55.0kgの予定が0.5kg超過で出走。
2. 1 2 3  UAE並びに米国の競走では勝ちタイム以外は公表されないため。
3. ↑  121ポンドをkgに換算。
4. ↑  124ポンドをkgに換算。

## 繁殖成績
2013年に初仔となる父ハービンジャーの牝馬を産み、2016年までに合わせて4頭の仔を産んだが、第4子出産後に腹膜炎を発症し、2016年5月20日に死亡した。

### 産駒一覧
|       | 馬名                   | 生年   | 性 | 毛色   | 父               | 馬主                 | 厩舎           | 戦績             | 出典   |
| ----- | ---------------------- | ------ | -- | ------ | ---------------- | -------------------- | -------------- | ---------------- | ------ |
| 初仔  | レッドディヴェル       | 2013年 | 牝 | 鹿毛   | ハービンジャー   | 東京ホースレーシング | 栗東・松永幹夫 | 4戦0勝（引退）   | [ 15 ] |
| 第2仔 | ビッグディザイア       | 2014年 | 牡 | 鹿毛   | キングカメハメハ | 吉田千津             | 栗東・松永幹夫 | 4戦1勝（引退）   | [ 16 ] |
| 第3仔 | ノスタルジア           | 2015年 | 牝 | 黒鹿毛 | ノヴェリスト     |                      |                | （未出走・繁殖） | [ 17 ] |
| 第4仔 | レッドディザイアの2016 | 2016年 | 牝 | 鹿毛   | キングカメハメハ |                      |                | （未出走）       | [ 18 ] |

## 血統
母、グレイトサンライズは外国産馬で、現役時代は森秀行厩舎に所属し7戦1勝の成績であった。阪神3歳牝馬ステークスにも出走し18着であった。またグレイトサンライズの馬主は歌手のやしきたかじんだった。曾祖母のGrace Noteの仔にはキングジョージ6世&クイーンエリザベスステークス勝ちのBelmezがいる。4代母のVal de Graceの仔にはディアヌ賞勝ちのLypharitaがいる。
| レッドディザイアの血統            | レッドディザイアの血統                                      | レッドディザイアの血統                          | （血統表の出典）                                | （血統表の出典） |
| 父系                              | サンデーサイレンス系                                        | サンデーサイレンス系                            | サンデーサイレンス系                            | [ § 2 ]          |
| 父 マンハッタンカフェ 1998 青鹿毛 | 父の父*サンデーサイレンス Sunday Silence 1986 青鹿毛        | Halo                                            | Hail to Reason                                  | Hail to Reason   |
| 父 マンハッタンカフェ 1998 青鹿毛 | 父の父*サンデーサイレンス Sunday Silence 1986 青鹿毛        | Halo                                            | Cosmah                                          |                  |
| 父 マンハッタンカフェ 1998 青鹿毛 | 父の父*サンデーサイレンス Sunday Silence 1986 青鹿毛        | Wishing Well                                    | Understanding                                   | Understanding    |
| 父 マンハッタンカフェ 1998 青鹿毛 | 父の父*サンデーサイレンス Sunday Silence 1986 青鹿毛        | Wishing Well                                    | Mountain Flower                                 |                  |
| 父 マンハッタンカフェ 1998 青鹿毛 | 父の母*サトルチェンジ Subtle Change 1988 黒鹿毛             | Law Society                                     | Alleged                                         | Alleged          |
| 父 マンハッタンカフェ 1998 青鹿毛 | 父の母*サトルチェンジ Subtle Change 1988 黒鹿毛             | Law Society                                     | Bold Bikini                                     |                  |
| 父 マンハッタンカフェ 1998 青鹿毛 | 父の母*サトルチェンジ Subtle Change 1988 黒鹿毛             | Santa Luciana                                   | Luciano                                         | Luciano          |
| 父 マンハッタンカフェ 1998 青鹿毛 | 父の母*サトルチェンジ Subtle Change 1988 黒鹿毛             | Santa Luciana                                   | Suleika                                         |                  |
| 母 *グレイトサンライズ 1998 鹿毛  | 母の父Caerleon 1980 鹿毛                                    | Nijinsky II                                     | Northern Dancer                                 | Northern Dancer  |
| 母 *グレイトサンライズ 1998 鹿毛  | 母の父Caerleon 1980 鹿毛                                    | Nijinsky II                                     | Flaming Page                                    |                  |
| 母 *グレイトサンライズ 1998 鹿毛  | 母の父Caerleon 1980 鹿毛                                    | Foreseer                                        | Round Table                                     | Round Table      |
| 母 *グレイトサンライズ 1998 鹿毛  | 母の父Caerleon 1980 鹿毛                                    | Foreseer                                        | Regal Gleam                                     |                  |
| 母 *グレイトサンライズ 1998 鹿毛  | 母の母*グレースアンドグローリー Grace And Glory 1993 黒鹿毛 | Sadler's Wells                                  | Northern Dancer                                 | Northern Dancer  |
| 母 *グレイトサンライズ 1998 鹿毛  | 母の母*グレースアンドグローリー Grace And Glory 1993 黒鹿毛 | Sadler's Wells                                  | Fairy Bridge                                    |                  |
| 母 *グレイトサンライズ 1998 鹿毛  | 母の母*グレースアンドグローリー Grace And Glory 1993 黒鹿毛 | Grace Note                                      | Top Ville                                       | Top Ville        |
| 母 *グレイトサンライズ 1998 鹿毛  | 母の母*グレースアンドグローリー Grace And Glory 1993 黒鹿毛 | Grace Note                                      | Val de Grace                                    |                  |
| 母系(F-No.)                       | (FN:16-b)                                                   | (FN:16-b)                                       | (FN:16-b)                                       | [ § 3 ]          |
| 5代内の近親交配                   | Hail to Reason 4×5、Northern Dancer 4･4（母内）             | Hail to Reason 4×5、Northern Dancer 4･4（母内） | Hail to Reason 4×5、Northern Dancer 4･4（母内） | [ § 4 ]          |
| 出典                              | 1. 2. 3. 4.                                                 | 1. 2. 3. 4.                                     | 1. 2. 3. 4.                                     | 1. 2. 3. 4.      |